# EUTM Mali

Znak EUTM Mali

Oblast pod kontrolou malijské vlády (červeně)

EUTM Mali je výcviková mise Evropské unie (anglicky European Union Training Mission) v Mali, která od roku 2013 podporuje malijskou armádu v jejím boji s různými povstaleckými a islamistickými skupinami.
O zřízení mise bylo rozhodnuto na základě žádosti malijské vlády a rezoluce Rady bezpečnosti OSN č. 2071 z roku 2012, která „vyzývá všechny členské státy OSN, regionální a mezinárodní organizace včetně Africké unie a Evropské unie k poskytnutí pomoci malijské vládě a malijským ozbrojeným silám formou výcviku a materiálního vybavení.“
V roce 2020 působilo v řadách EUTM Mali kolem 700 vojáků z 22 států EU a 6 dalších zemí. Ve velení mise se střídají zúčastněné armády; od 12. června 2020 je velitelem brigádní generál Armády České republiky František Ridzák.

## Historie
V oblasti Maghrebu a Sahelu probíhají od začátku 21. století boje v rámci tzv. války proti terorismu. Ke zhoršení bezpečnostní situace v Mali přispěla občanská válka v Libyi v roce 2011. Konflikt v Mali vypukl v lednu 2012, přičemž proti vládě povstali jednak Tuaregové sdružení v Národním hnutí za osvobození Azavadu, jednak islamisté hlásící se k Al-Káidě nebo Islámskému státu.
V lednu 2013 zahájila Francie operaci Serval, která zvrátila vojenské úspěchy Tuaregů a islamistů. Od srpna 2014 probíhá francouzská protipovstalecká operace Barkhane. Na území Mali působí kromě EUTM a s ní související EU Capacity Building Mission in Mali také mise AFISMA organizovaná Hospodářským společenstvím západoafrických států a MINUSMA mírových sil OSN.
Rada Evropské unie v roce 2020 navýšila počty personálu i rozpočet a rozšířila mandát EUTM, která bude prostřednictvím poradenství či výcviku poskytovat vojenskou pomoc také dalším zemím, zejména Nigeru a Burkině Faso. Armáda České republiky nasadila do mise 120 vojáků, přičemž pro zajištění velení (štáb generála Ridzáka a mezinárodní štáb) bylo vysláno 40 vojáků. Náčelníkem štábu je plukovník Václav Vlček, velitelem výcvikové základny Koulikoro plukovník Martin Botík.